# Fort de Srebrna Góra
Le Fort de Srebrna Góra (en allemand original Festung Silberberg) est un ancien fort militaire, actuellement monument historique et transformé en musée, situé en Basse-Silésie en Pologne. Il fut construit de 1765 à 1777 dans le royaume de Prusse.
Il est sans rapport avec Srebrna Góra (Grande-Pologne).

## Histoire

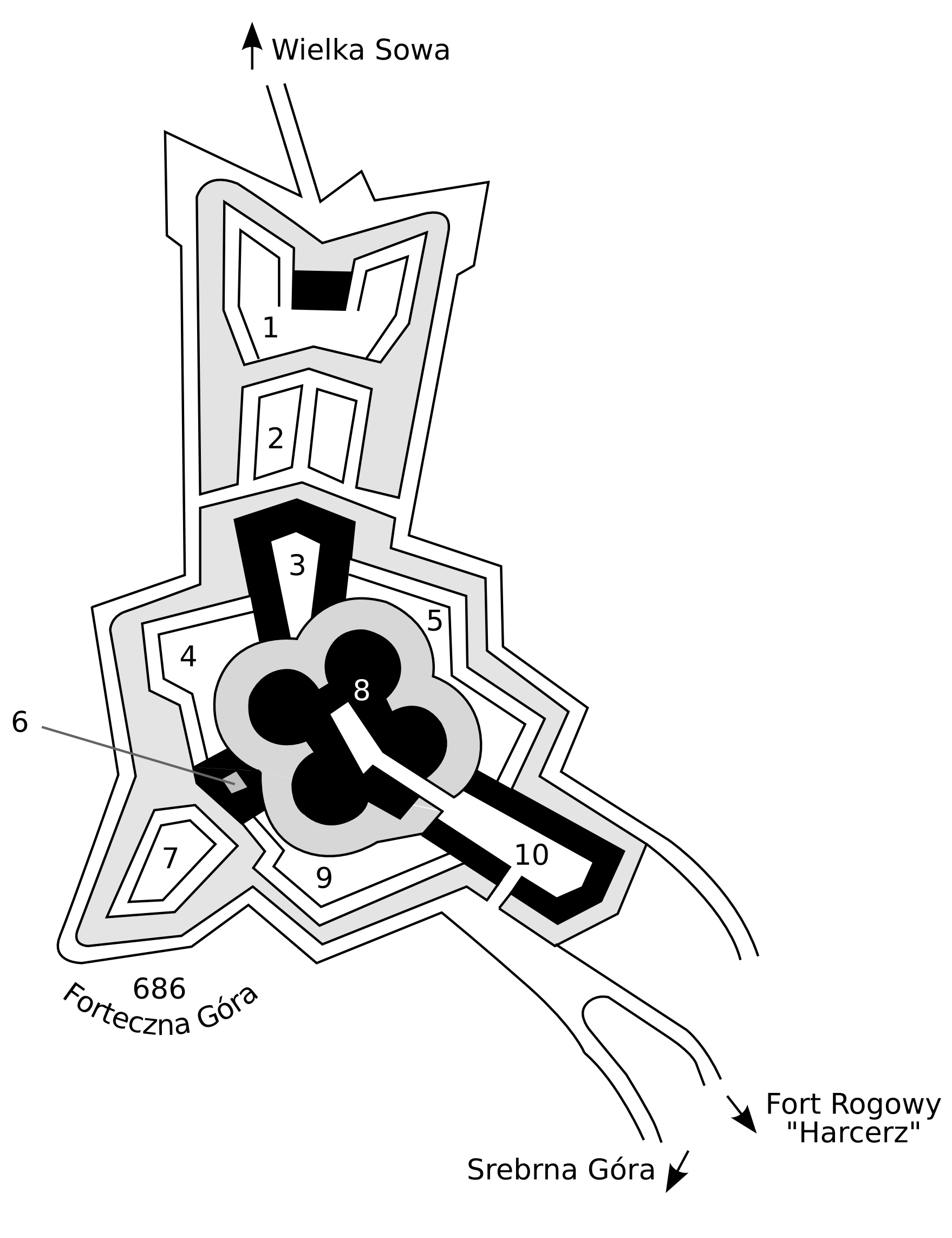

La forteresse de Srebrna Góra/Silberberg a été construite au XVIIIe siècle selon les plans de l'ingénieur prussien Ludwik Wilhelm Regler, supervisé par le roi Frédéric le Grand. La forteresse devait protéger militairement la Silésie acquise par la Prusse en 1740 .
Deux sommets dominant le col de Srebrna (586 m d'altitude) ont été choisis pour la construction des fortifications : Forteczna Góra (686 m d'altitude) et Ostróg (627 m d'altitude). La forteresse se compose de six forts.
La construction a mobilisé 4 000 à 4 500 ouvriers durant 12 ans, entre 1765 et 1777. Elle coûta 1 668 000 thalers.
La garnison prévue était comprise entre 2 500 et 3 500 soldats.
Les fortifications furent assiégées par l'armée napoléonienne pendant la guerre de franco-prussienne (1806-1807). Le 28 juin 1807, les Bavarois et les Wittemberg tentent de prendre d'assaut le Srebrna Góra. La forteresse a répondu par le feu. Elle n’a pas été prise et le 9 juillet 1807 le traité de Tilsit est signé.
Le 1er janvier 1860, il est décidé par ordonnance d'abandonner la forteresse devenue obsolète. Les derniers soldats l'ont quittée en 1867.
Pendant la Seconde Guerre mondiale, la forteresse servit de camp de prisonniers de guerre (Oflag VII „b” 1939-1941, Stalag 367 1941–1945). Elle a été utilisée comme prison pour des officiers polonais emprisonnés par les Allemands. Parmi les prisonniers notables figuraient le contre-amiral Stefan Frankowski (en), le général Tadeusz Piskor et le contre-amiral Józef Unrug. Après la guerre, la forteresse a fait partie des territoires de la Pologne.
La fortification de Srebrna Góra a été déclarée monument historique de Pologne le 14 avril 2004.

## Architecture
La forteresse est protégée par plusieurs fortins et batteries d'artillerie. Son noyau est constitué d'une couronne de bastions, avec un donjon à l'intérieur. L'installation dispose de 151 salles réparties sur trois étages. Des entrepôts, des puits, un arsenal, une chapelle, une prison, un hôpital, une boulangerie, une brasserie, des ateliers d'artisanat et une poudrière ont rendu la forteresse indépendante et autonome. Les fournitures accumulées ont suffi pour 3 à 5 mois de siège: il y avait 3 756 soldats à l'intérieur, d'énormes stocks de munitions, carburant et nourriture, 264 canons et mortiers ont été utilisés pour la défense. Dans la forteresse, 9 puits ont été forés, les plus profonds étant situés dans le fort d’Ostróg (84 m) et le donjon (70 m).
Le donjon comprend 4 tours de 60 mètres reliées par des murs de 12 mètres d'épaisseur. Son sommet offre un point de vue sur les montagnes de Bardzkie .

## Galerie

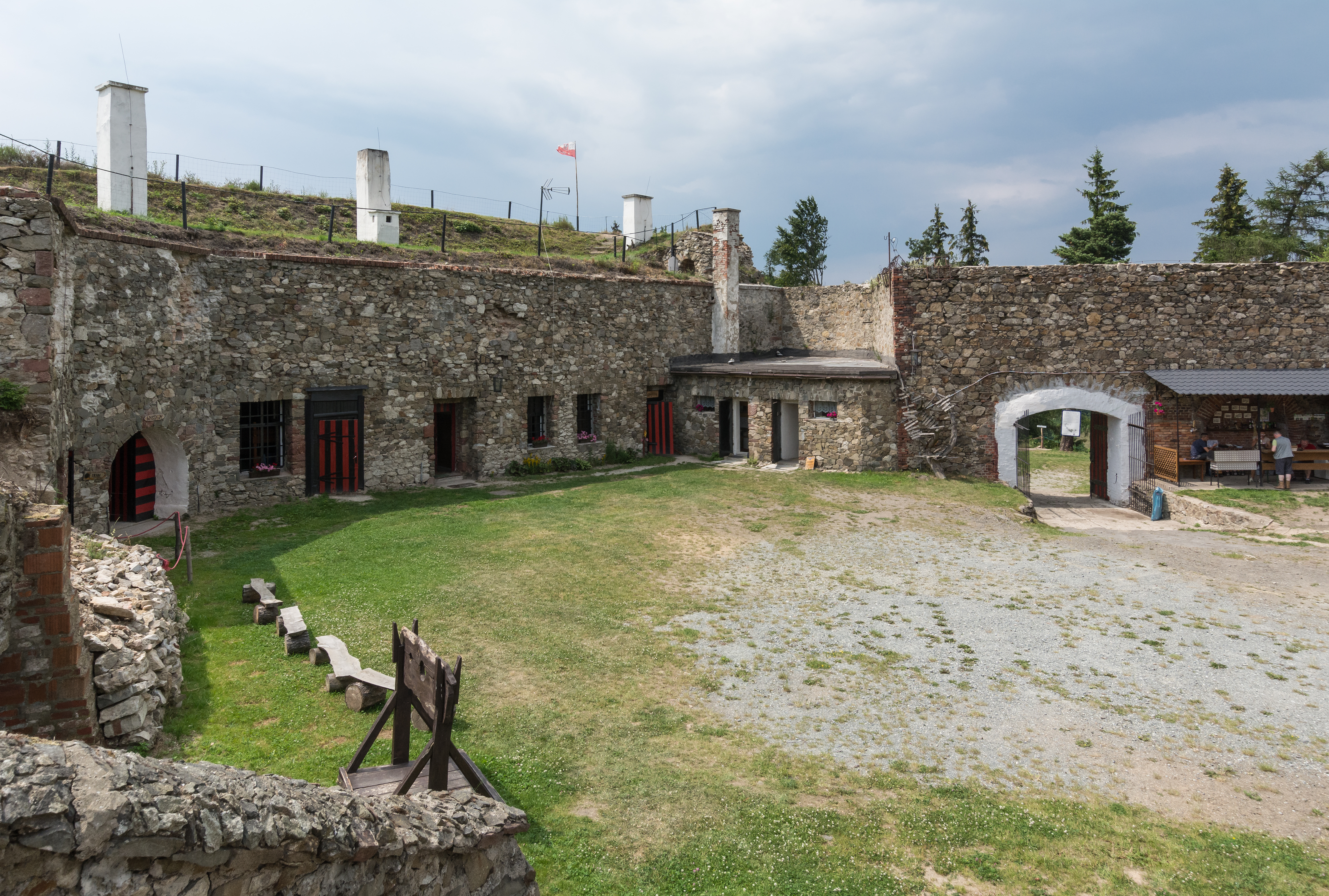
Cour du fort Ostróg
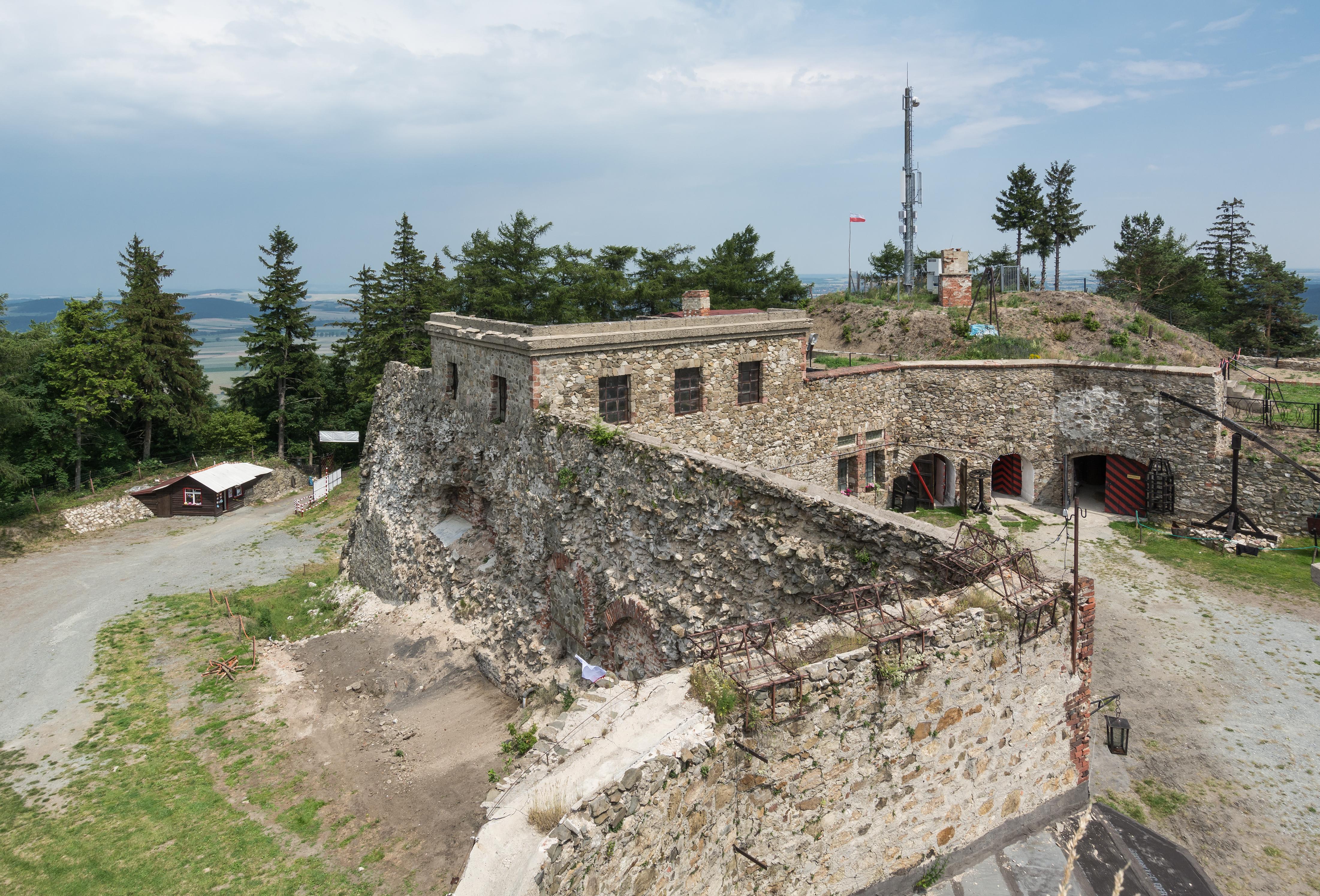
Fort Ostróg
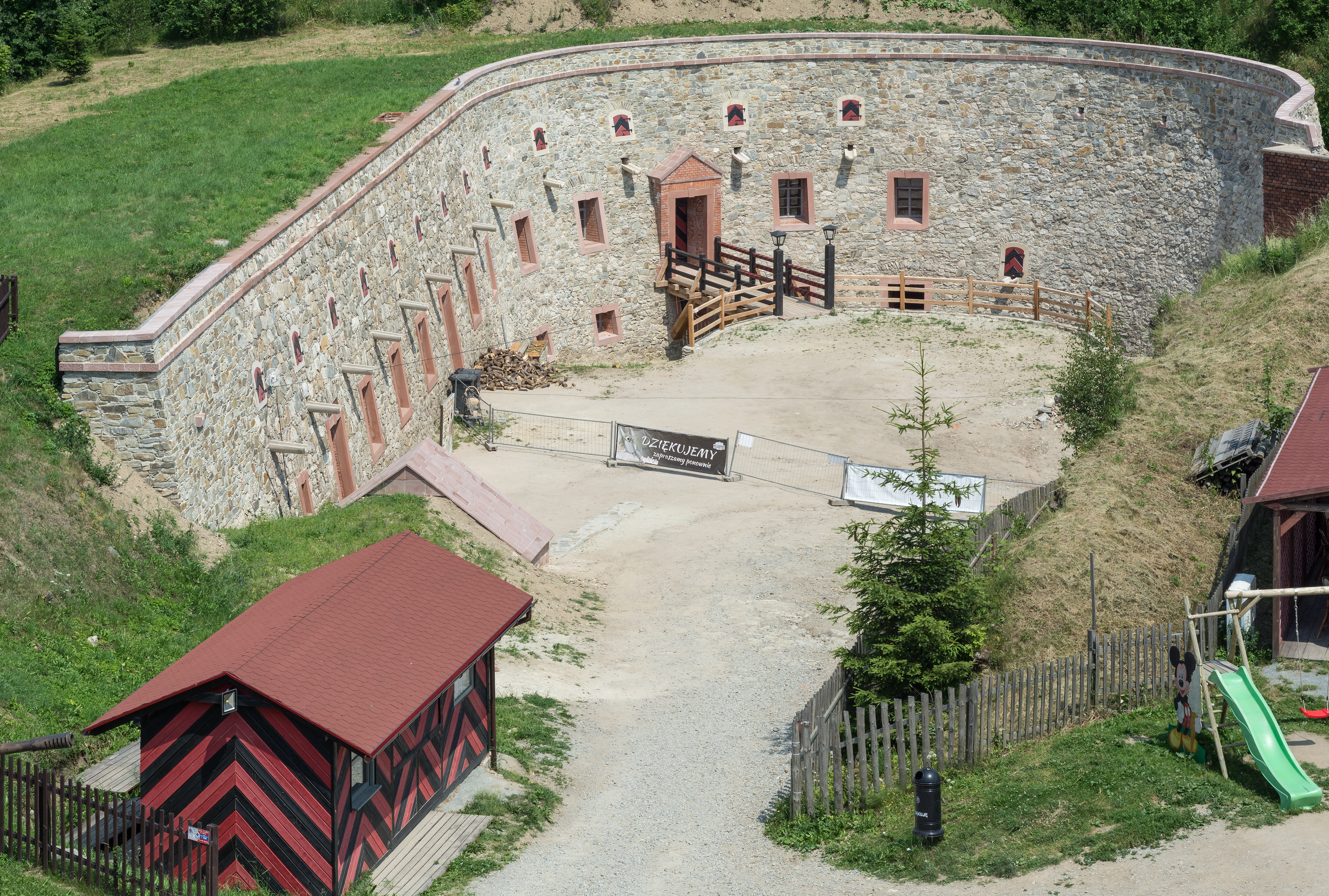
Bastion inférieur
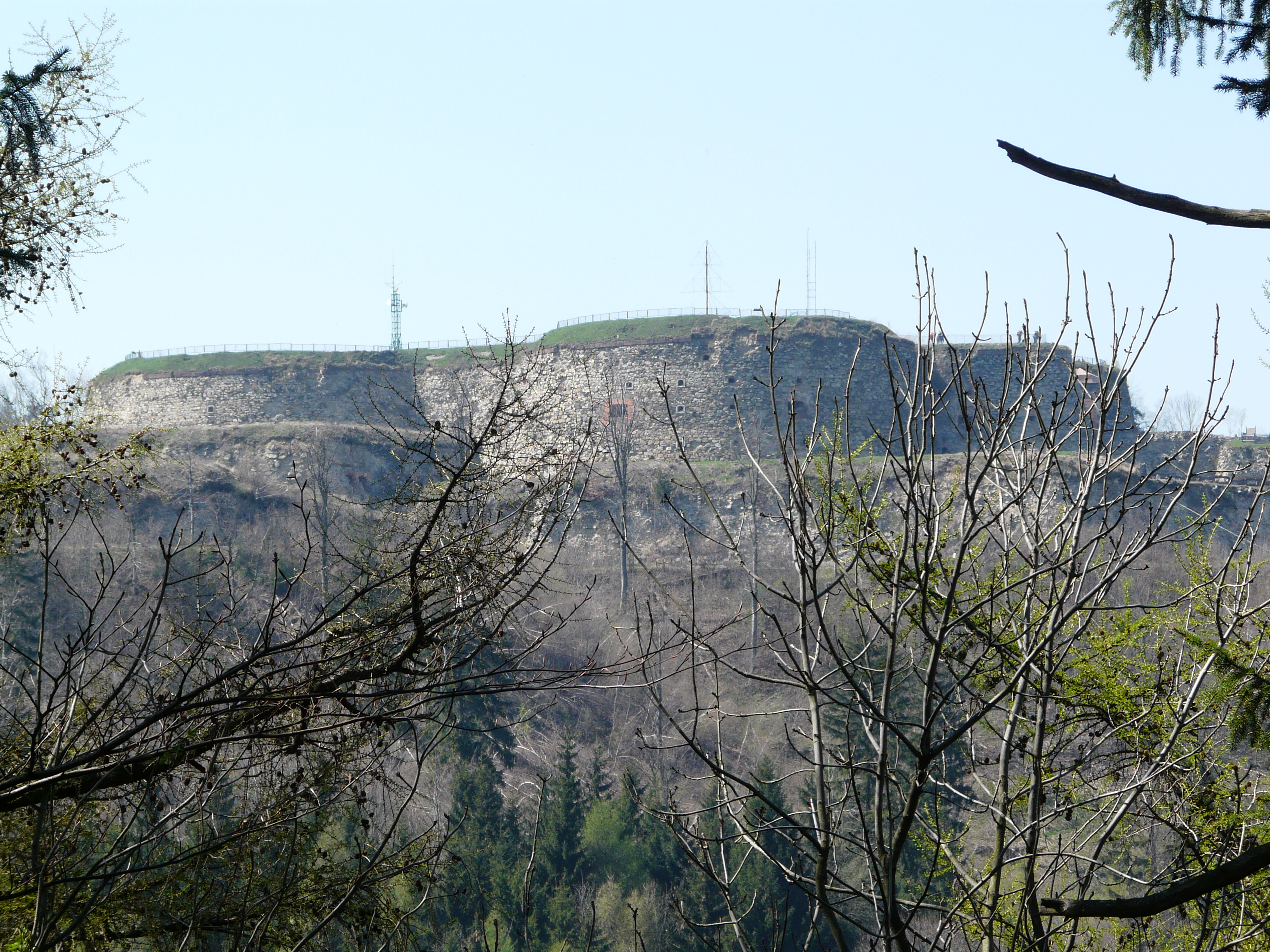
Donjon
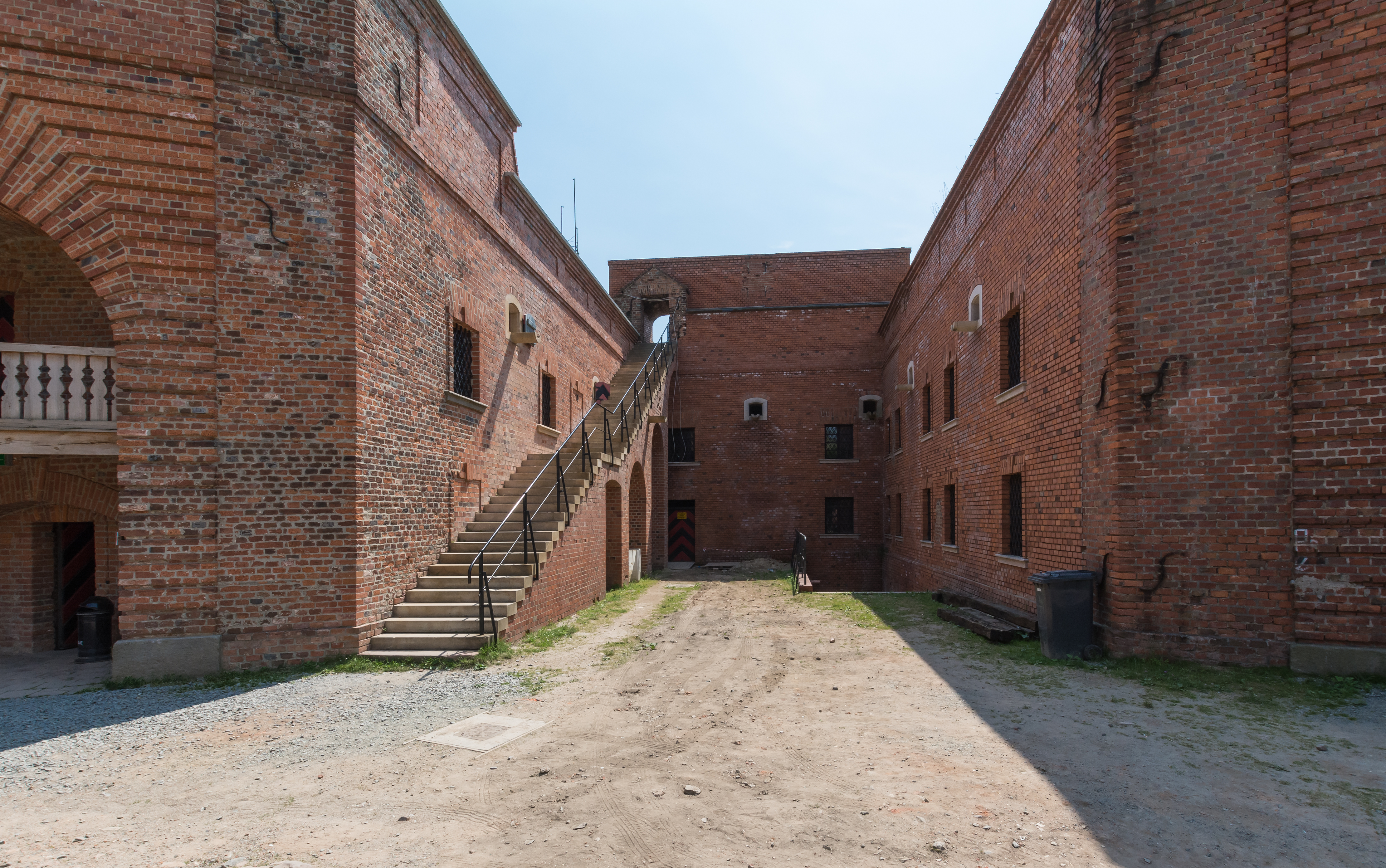
Cour du donjon
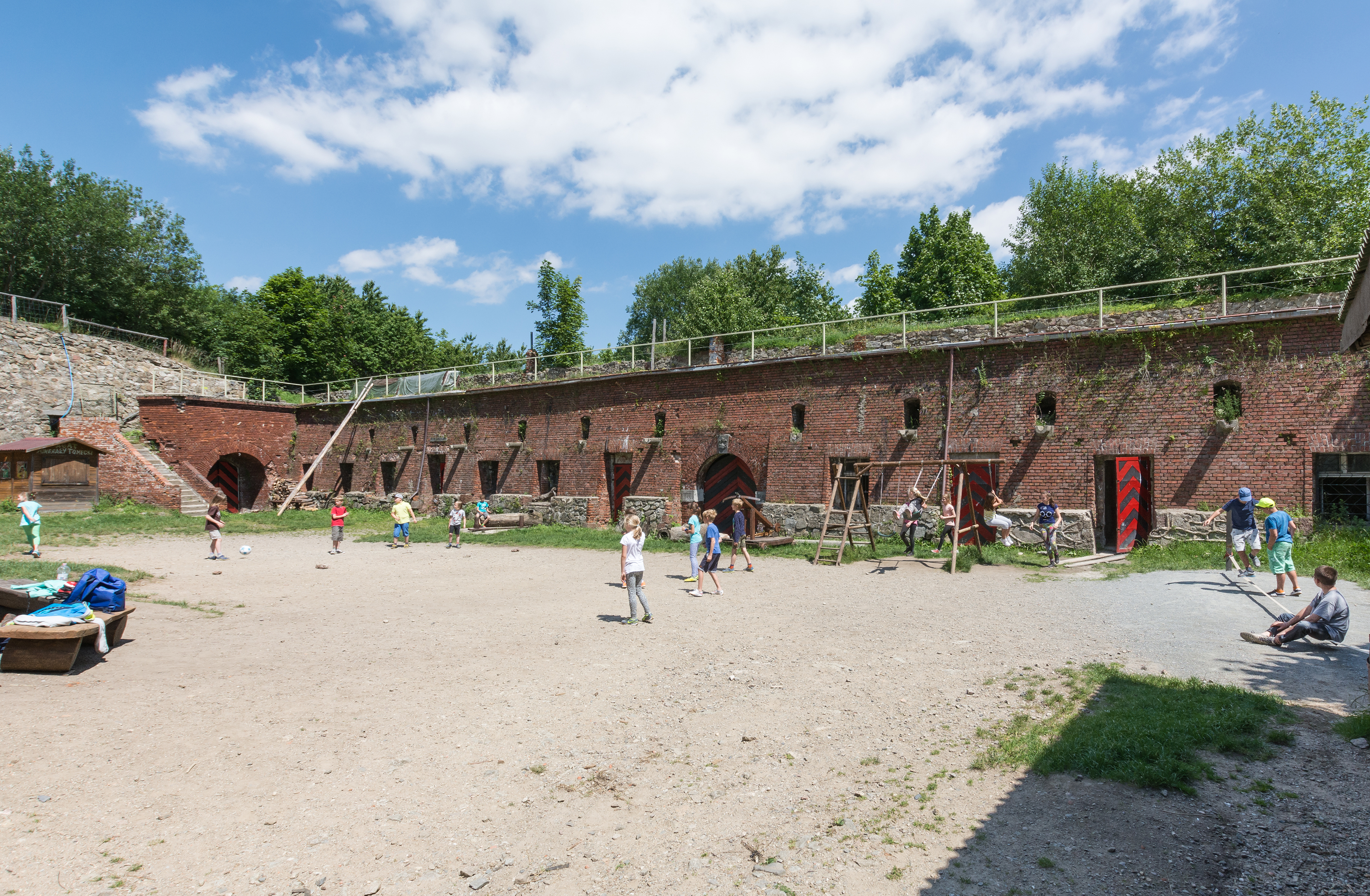
Cour du fort Wysoka Skała

## Environs
- Château de Gola Dzierżoniowska
- Cité historique de Kłodzko avec ses maisons des XVe et XVIe siècles, sa forteresse avec 44 km de galeries et le pont Saint-Jean datant de 1390
- Arboretum de Wojsławice
- Place du Moyen Âge de Niemcza